# Manuel Gräfe
Manuel Gräfe, né le 21 septembre 1973 à Berlin-Ouest, est un arbitre international allemand.

## Biographie
Manuel Gräfe officie en Bundesliga depuis 2004, et obtient son badge de la FIFA trois ans plus tard. Il avait déjà acquis une expérience internationale en 2005 en arbitrant des matches de K-League coréenne.
En 2005, Gräfe est l’un des trois arbitres à incriminer l’arbitre allemand Robert Hoyzer à propos de matches truqués.
Il est nommé arbitre de « développement principal » de l'UEFA (aujourd'hui renommé « développement d'élite ») au début de la saison 2010-2011, durant laquelle il débute en Ligue des champions de l'UEFA.

## Statistiques
| Compétition         | Matchs | Carton jaune | Carton jaune | Carton rouge | Carton rouge |
| Compétition         | Matchs | Nbr          | Moy          | Nbr          | Moy          |
| ------------------- | ------ | ------------ | ------------ | ------------ | ------------ |
| Bundesliga          | 176    | 601          | 3,4          | 31           | 0,2          |
| 2. Bundesliga       | 29     | 86           | 3,0          | 1            | 0            |
| Ligue des champions | 6      | 26           | 4,3          | 1            | 0,2          |
| Ligue Europa        | 13     | 70           | 5,4          | 5            | 0,4          |
| -                   | 224    | 783          | 3,5          | 38           | 0,2          |